# Halsnøy
Halsnøy ist die größte Insel im Süden der Kommune Kvinnherad im Westen Norwegens. Mit einer Einwohnerzahl von etwa 2400 (2006) ist sie zugleich die am dichtesten besiedelte Insel der Kommune. Die wichtigsten Orte sind Sæbøvik, Høylandsbygd und Halsnøy Kloster.
Im Jahre 1896 wurde auf Halsnøy mit dem Halsnøy-Boot (auch „Toftebåten“ oder auch „Halsnøybåten“ genannt) einer der ältesten Bootsfunde Norwegens gemacht. Das Boot wurde 2006 maßstabsgerecht rekonstruiert.
Der Name Halsnøy leitet sich von „Hals“ ab; die Insel ist im mittleren Teil nur 200 m breit.

## Geografie
Die Insel Halsnøy liegt am Ausgang des Hardangerfjordes. Die Insel ist eiszeitlich geformt, bergig, bis auf einige Felsplateaus von dichtem Nadelwald bedeckt, und weist nur wenige ebene Flächen auf, die landwirtschaftlich genutzt werden. Da nutzbarer Boden so rar ist, werden Häuser oft auch auf stark geneigten Hängen errichtet. Die höchsten Berge sind der Svartaberg, der Toftås, der Landås, der Ravnekult, das Jamburfjell und der Sydnessåta. Im Innern der Insel gibt es einige Seen, wie den Landavatn, Gravdalsvatn und Flatdalsvatn (jeweils nach dem nächsten bewohnten Flecken benannt).
In der Nachbarschaft von Halsnøy liegen die Inseln Fjelbergøy und Borgundøy, zu denen eine Fährverbindung besteht. Weitere kleinere und meist unbewohnte Inseln sind Sjoøya, Kolsøya, Toftøya, Blåbærholmen.
Das Klima ist regenreich, bei verhältnismäßig milden Wintern. Als typischer Vertreter der Pflanzenwelt kann die Stechpalme gesehen werden, die bereits wenige Kilometer landeinwärts nicht mehr wild vorkommt.
Die Tierwelt hat an Großsäugern nur Hirsche aufzuweisen. An kleineren Raubtieren ist der Mink erwähnenswert. Vereinzelt kommt die Kreuzotter vor. Im Meer ist der Schweinswal nicht selten.

## Tourismus
Die größte Attraktion auf der Insel ist die Klosterruine aus dem Jahre 1164. Weitere Anziehungspunkte sind das allsommerliche Sæbøvik-Festival, der künstlerisch gestaltete „Garten von Magnar“ und „Radiohola“, ein schwer zugänglicher Ort, wo im Zweiten Weltkrieg heimlich der Rundfunk der Alliierten abgehört wurde. Im Sommer werden viele Ferienhäuser an deutsche und westeuropäische Touristen vermietet, die sich vorwiegend dem Angelsport widmen.

### Halsnøy Kloster

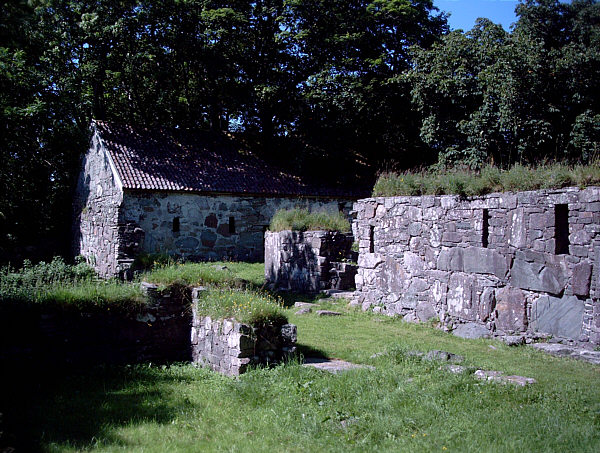
Die Ruinen des Klosters

Halsnøy Kloster im gleichnamigen Ortsteil ist eins der ersten Klöster in Norwegen gewesen. Der Überlieferung nach soll es von Erling Skakke auf Grund eines Gelübdes bei der Krönung seines Sohnes Magnus Erlingsson 1163/1164 gegründet worden sein. Obgleich es für diese Gründung keinerlei schriftliche Zeugnisse gibt, wird dies für wahrscheinlich gehalten, da Erling Skakke in der Gegend seine Stammgüter hatte und für die kirchliche Krönung durch Erzbischof Øystein Erlendsson der Kirche weit entgegenkommen musste. Sowie das Kloster urkundlich erwähnt wurde, wurde es meistens „coenobium paracleti“ oder „spiritus sancti“ genannt, also Kloster zum Heiligen Geist. Da der Heilig-Geist-Orden erst 1197 gegründet worden ist, wird vermutet, dass es sich zunächst um ein Augustiner-Chorherren-Stift gehandelt habe, das dann zum Heilig-Geist-Orden reformiert wurde. Letzte Klarheit steht aber noch aus, da der Heilig-Geist-Orden in Skandinavien sonst nicht nachgewiesen ist und als auf Südfrankreich, Italien und Oberdeutschland beschränkt gilt.
Zum Kloster gehörte ein Krankenhaus, eine Kirche und Übernachtungsmöglichkeiten. Es blühte der Handel mit Fisch und landwirtschaftlichen Produkten. Die Augustinermönche und Nonnen nahmen sich der kranken Seeleute, Soldaten, Bauern und anderen Kranken an. Noch heute finden sich im Klostergarten Kräuter, die früher zur Medizinbereitung benutzt wurden. Der Komplex gehört seit 1986 zum Sunnhordlandmuseum. Jedes Jahr ist das Kloster Ziel vieler Besucher. Es ist Tradition, dass frischvermählte Paare das Kloster besuchen.
In der Nähe des Klosters befindet sich die Volkshochschule von Sunnhordland.

## Wirtschaft und Infrastruktur

### Verkehr

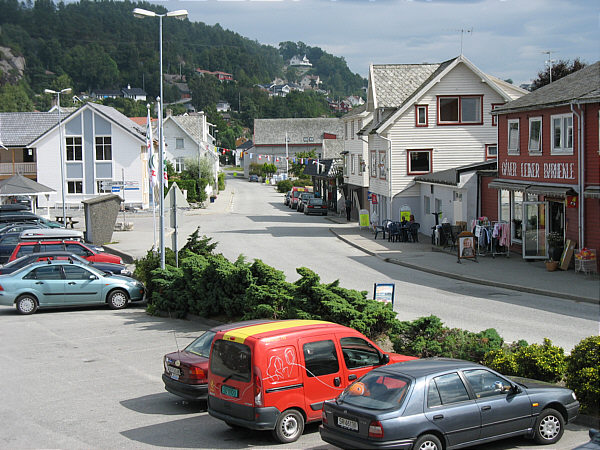
Die Hauptstraße in Sæbøvik

Vom Hafen Ranavik im Norden der Insel verkehrt eine Autofähre nach Skjærsholmane auf der Insel Stord sowie ein Schnellboot für Personen nach Leirvik (Insel Stord) und Sunde (Festland). Der Hafen Sydnes im Süden ermöglicht Fährverbindungen nach Utbjoa, Borgundøy und Fjellbergøy.
Auf der Insel verkehrt eine Buslinie. In Sæbøvik gibt es einen kleinen Hafen, der auch für das Be- und Entladen kleinerer Frachtschiffe geeignet ist, sowie einen kleinen Gasthafen.
Das Innere der Insel ist nach wie vor schwer zugänglich. Abseits der Hauptstraßen werden erst seit einigen Jahren befestigte Wege eingerichtet.

### Der Halsnøytunnel
Zwischen Halsnøy (oberhalb von Toftevåg an der Ostküste) und dem Festland zwischen Sunde und Husnes befindet sich der Halsnøytunnel unter dem Meeresgrund, der am 8. März 2008 eröffnet wurde und die Fährlinie Ranavik – Sunde ersetzt. Der Tunnel hat eine Länge von 4210 m, wozu noch einmal 2,1 km Straße zur Anbindung an das vorhandene Straßennetz kommen. Von den berechneten Kosten von ca. 343 Millionen Norwegische Kronen (ca. 33,2 Mio. Euro, Stand 2021) sollten 197 Millionen Kronen durch Mauteinnahmen finanziert werden, während der Rest aus Zuschüssen des Staates und der Gemeinde Kvinnherad erfolgen sollte. Die endlichen Kosten beliefen sich auf 427 Millionen NOK (zirka 41,3 Mio. Euro, Stand 2021). Im September 2019 übernahm die Regierung die letzten Schulden und entfernte die Mautstation.

### Wirtschaft
Halsnøy lebte lange Zeit von der Fischerei und betrieb einen umfangreichen Export von Fischkonserven. Trotz nachlassenden Fischreichtums in den letzten Jahren hat nach wie vor der Fang einer Sardinenart (Sild) wirtschaftliche Bedeutung. Besonders nahe der Insel Fjellbergøy befinden sich Lachsfarmen.
Weitere wichtige Betriebe sind:
- Per Skarveland
- Eide Marine Services (Schiffbau)
- Adonis Data
- Fjelberg Kraftlag (Energieversorgung)

## Bildung und Sport

### Schulen
- Sunnhordland folkehøgskule (Volkshochschule)
- Sætre skule, Øyatun ungdomsskule
- Tofte skule
- Hauge Oppvekstsenter, ehemalige Hauge Skule.

### Sportvereine
- Halsnøy idrettslag (Volleyball, Fußball, Schwimmen)
- Halsnøy o-lag
- Høylandsbygd skyttarlag (Schützenverein)

Zentral im Hauptort Sæbøvik befindet sich ein großer Sportplatz.

## Persönlichkeiten von Halsnøy
- Bjarte Agdestein, Mitarbeiter am oscarprämierten Film „The Danish Poet“
- Tor Bjarne Bjelland (Musiker)